# Keratella thomassoni
Keratella thomassoni is een raderdiertjessoort uit de familie Brachionidae. De wetenschappelijke naam van deze soort is voor het eerst geldig gepubliceerd in 1958 door Hauer.